# Barbourula kalimantanensis
La rana del Borneo dalla testa piatta (Barbourula kalimantanensis) è un anfibio che vive nel Borneo (in indonesiano: Kalimantan, da cui il nome dato alla specie).
Descritta nel 1978 da Djoko Iskandar, è l'unico anuro conosciuto privo di polmoni  (caratteristica che si riscontra, tra gli anfibi - e in generale tra i tetrapodi - noti, oltre che in questa specie, solo all'interno di due gruppi di Caudati (la famiglia Plethodontidae e il genere Onychodactylus) e nella specie Atretochoana eiselti dell'ordine dei Gymnophiona.